# Wessington (Dakota Południowa)
Wessington – miasto w Stanach Zjednoczonych, w stanie Dakota Południowa, w hrabstwie Beadle.